# Super Carla
 Ikke at forveksle med Super Karla (band).
Super Carla er en dansk børne-tv-serie fra 1968 skrevet af Thomas Winding og Lulu Gauguin, bestående af 5 afsnit og vist på Danmarks Radio. Kendingssangen er "She's a Rainbow" af The Rolling Stones.
Super Carla spilles af Thomas Windings datter, Sara Winding. Super Carla kan trylle og har en rød og sortstribet kappe og en stor fløjlshat med en stor blød fjer.
Super Carla er endnu ikke udkommet på dvd, hvilket skyldes (ifølge kilder i DR), at udgifterne til at benytte kendingssangen overstiger indtægterne fra et muligt salg.[kilde mangler]
Der er også udgivet en børnebog af Thomas Winding fra 1991 om Super Carla.